# 朴柱民
朴柱民（：／ Park Joo-min；1973年11月21日—），大韓民國自由派政治人物，第20至21屆國會議員。首爾出身。

## 生涯
2016年國會議員選舉，投入首爾恩平甲選區競選，成功當選。2020年國會議員選舉，於同選區再次競選，成功連任。